# Schloss Bouvigne

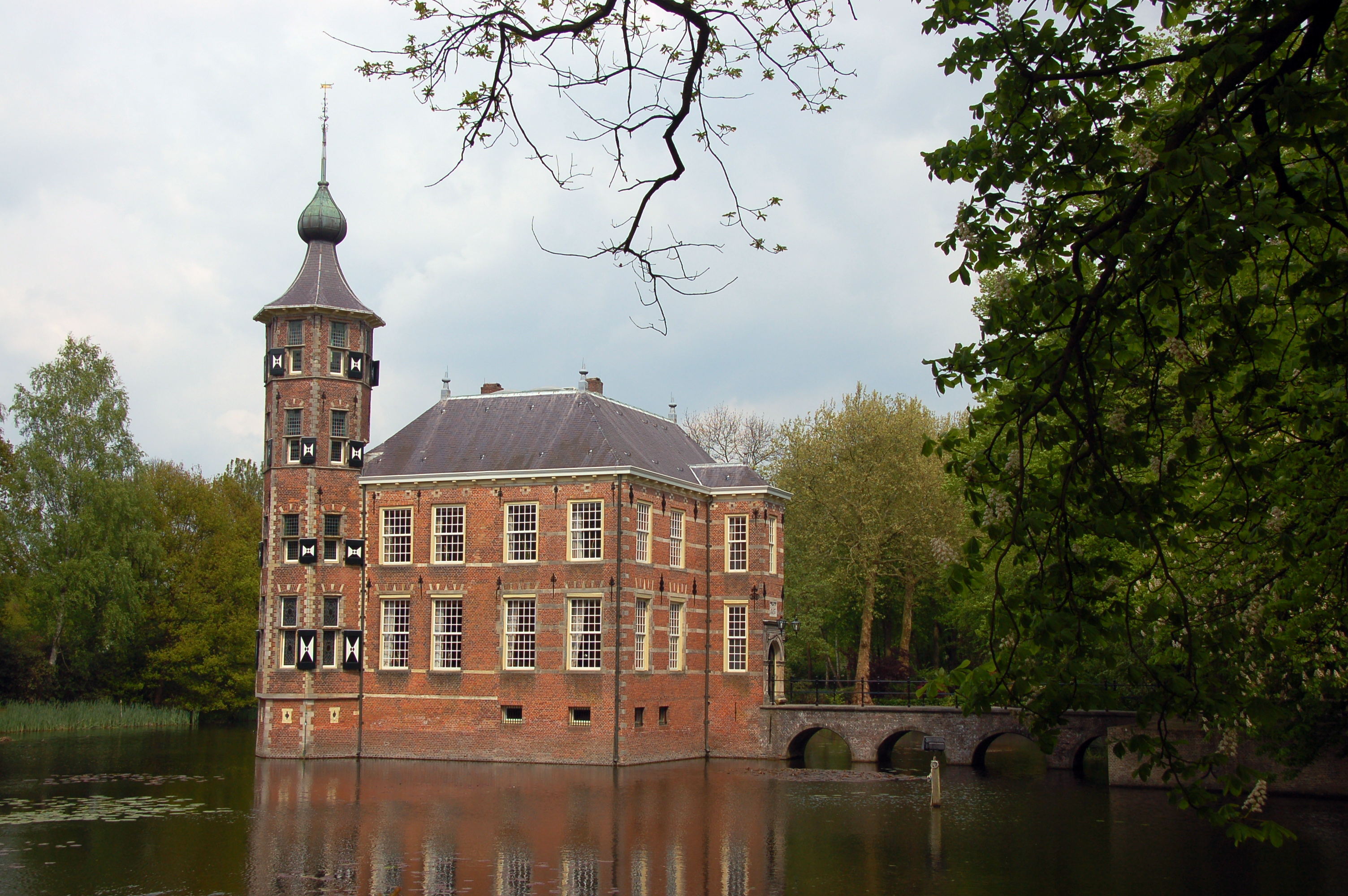
Schloss Bouvigne

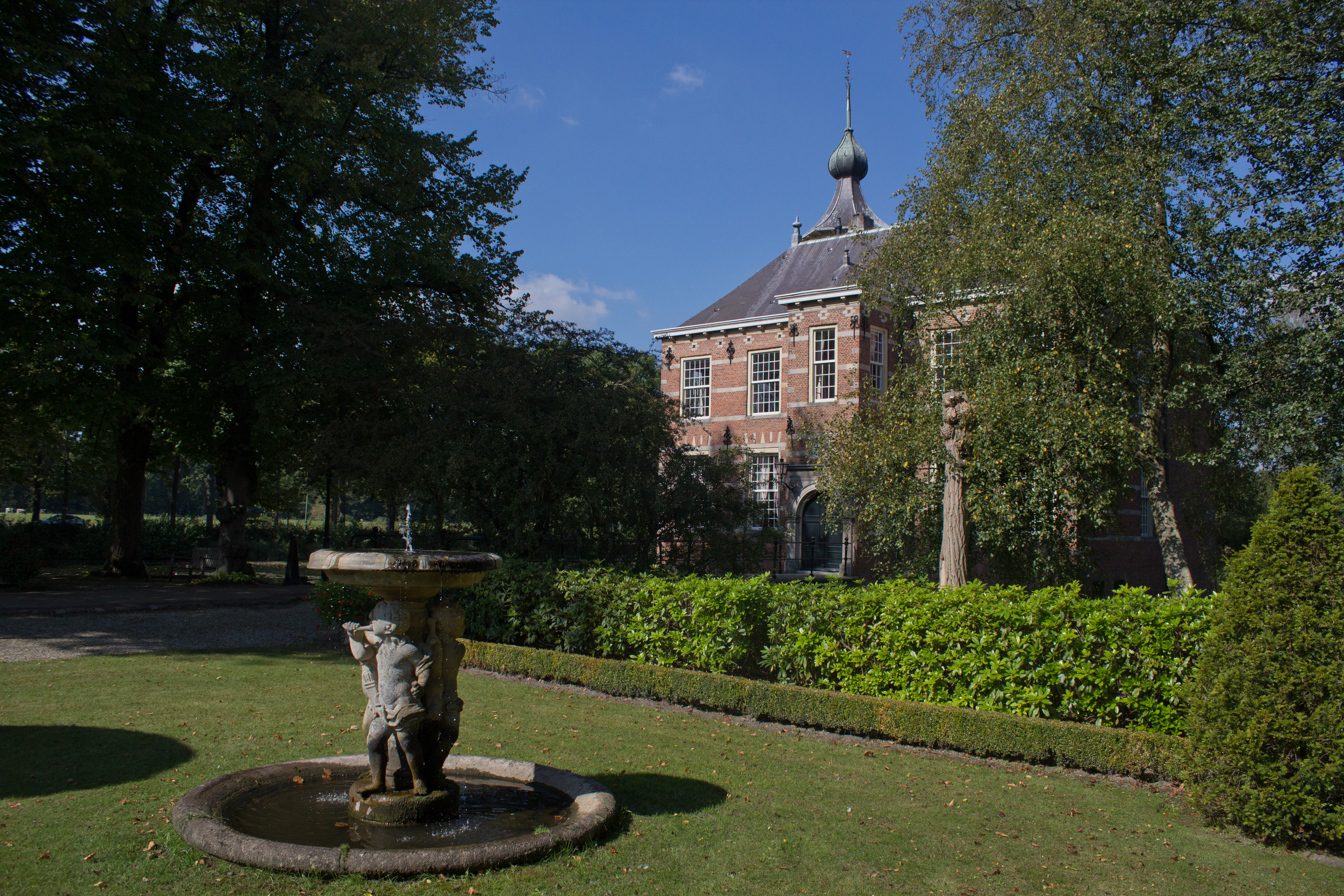
Schlosspark

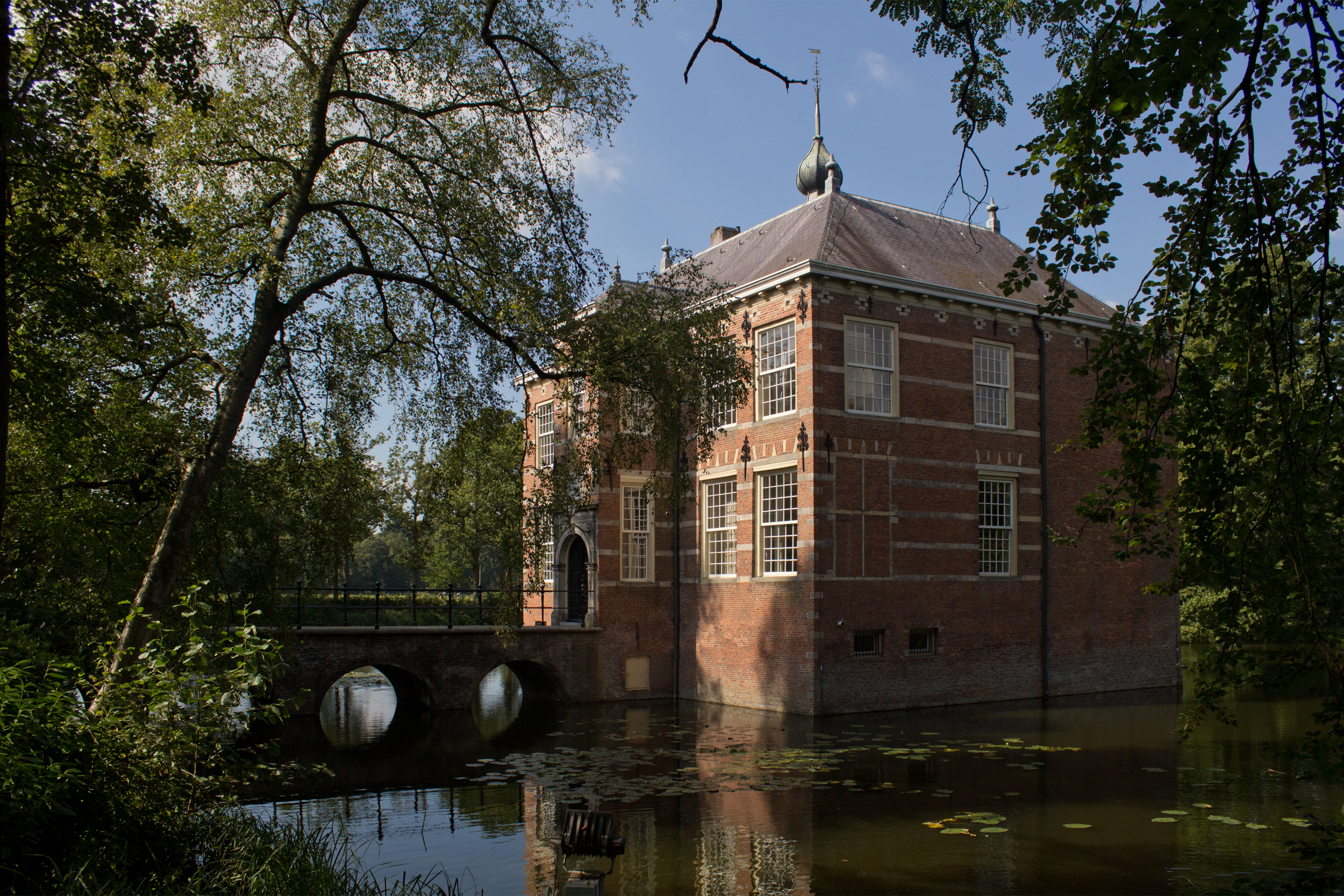
Schloss mit Brücke

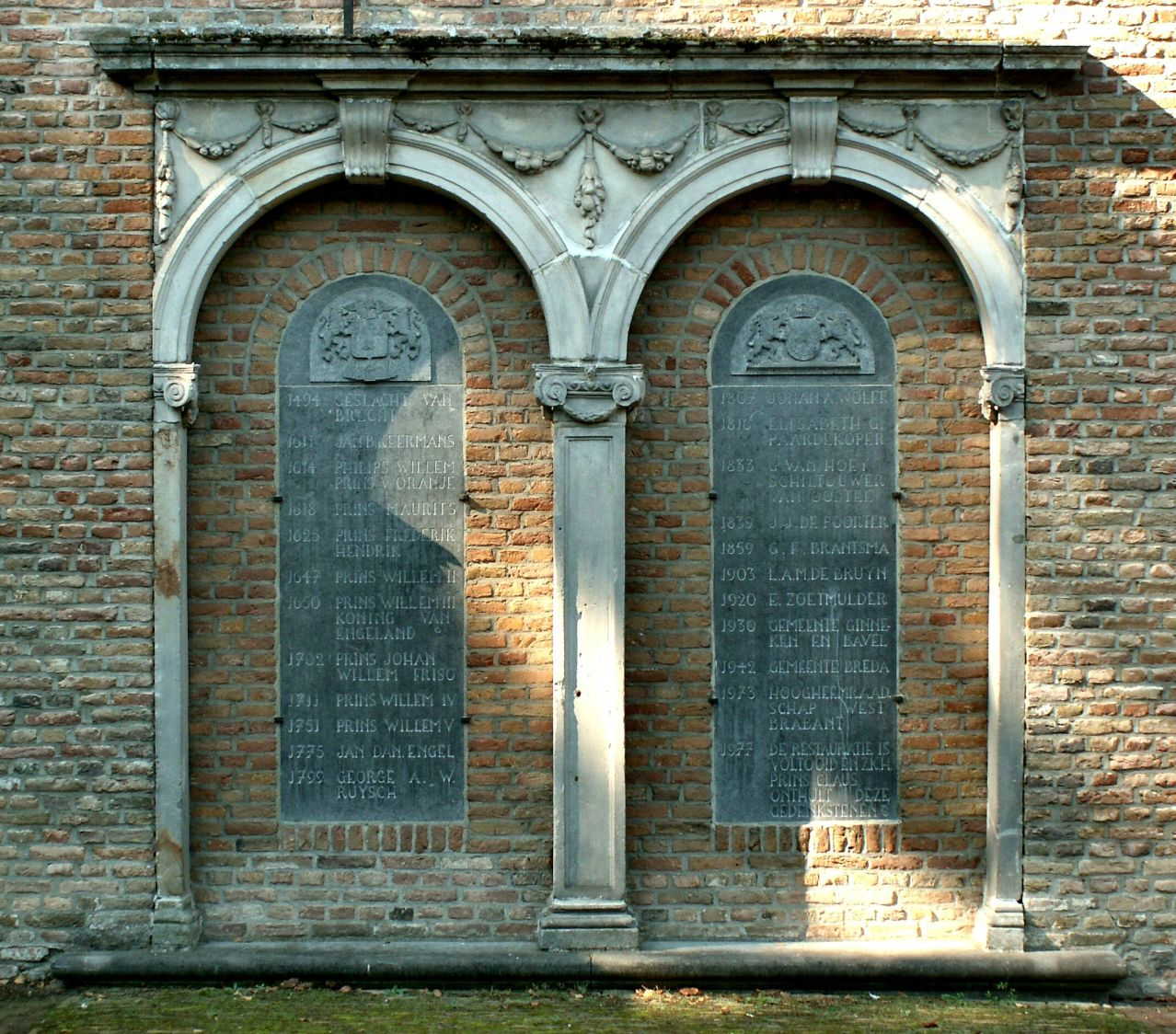
Inschriftplatten mit allen Eigentümern des Schlosses

Das Schloss Bouvigne in der niederländischen Provinz Nordbrabant liegt etwas außerhalb des Stadtteils Ginneken und in der Nähe des Waldes Mastbos südlich von Breda. Dahinter liegt das Markdal. Seit 1972 ist es im Besitz des Wasserverbands Brabantisches Delta. Nach der Restaurierung zwischen 1975 und 1977 wurde es am 13. September 1977 von Prinz Claus wiedereröffnet. Das Schlossensemble ist als Kulturdenkmal registriert.

## Geschichte
Das genaue Alter des Schlosses und sein ursprüngliches Aussehen sind unbekannt. Ab 1494 verfügte das Landgut De Boeverie über ein Steinhaus mit einem Wassergraben in der Nähe der großen und kleinen Bauernhäuser, die sich dort bereits befanden. Der kleine Bauernhof lag an der Kreuzung der Duivelsbruglaan und der Bouvignelaan, ging aber während der Belagerung von Breda durch Ambrosio Spinola im Jahr 1624 in Flammen auf. Der große Bauernhof gehörte seit 1614 den Prinzen von Oranien und seit 1881 dem Staat. Im Jahr 1941 wurde das Bauernhaus durch eine V1-Waffe zerstört, aber später wieder aufgebaut.
Soweit bekannt, erscheint das Steinhaus erstmals 1554 in einem offiziellen Dokument: dem Testament des ehemaligen Besitzers Jacob van Brecht. In diesem Testament wurde das Gebäude als ein stattliches Steinhaus beschrieben, das von Wassergräben umgeben war. Das Herrenhaus wurde im Laufe der Zeit erweitert. Zwischen 1554 und 1611 wurde das erste Stockwerk des Turms auf das Steinhaus gebaut. In den folgenden drei Jahren folgten weitere Renovierungen und der Turm wurde um ein zweites Stockwerk erhöht. Am 8. Oktober 1614 kaufte Prinz Philipp Wilhelm von Oranien das Haus Boeverijen für 27.000 Gulden von seinem Agenten und Vertrauten Jean Baptiste Keeremans, der es renoviert hatte, um ihm das heutige Aussehen der Renaissance zu geben. Philipp Wilhelm war der älteste Sohn und Erbe seines ermordeten Vaters Wilhelm von Oranien. Von 1609 bis 1618 war er Baron von Breda. Keeremans erwartete eine Ernennung zum Drosten von Breda (Vertreter des Fürsten, ähnlich der Funktion des Bürgermeisters), aber die Republik der Sieben Vereinigten Provinzen lehnte seine Ernennung wegen seines Katholizismus und angeblichen Anti-Kalvinismus ab.
Bouvigne ist ein vornehmes Herrenhaus und wurde nie als Jagdschloss genutzt. Das Jagdgebiet der Oranier lag nördlich des Prinsenhofs (Schloss Breda) und in der Nähe des Liesbos. Der Mastbos ist ein Nutzwald für die Holzwirtschaft. Es ist nicht klar, wozu Philipp Wilhelm das Schloss nutzte; er wohnte auf dem Prinsenhof. Möglicherweise stellte er es als Wohnsitz für einen Verwalter zur Verfügung.
Insgesamt acht aufeinanderfolgende Fürsten besaßen das Schloss. Im Jahr 1637 war es das Hauptquartier, als Prinz Frederik Hendrik die Stadt Breda belagerte, um die spanische Herrschaft zu beenden. Im Jahr 1774 widersetzte sich Hendrik Carel van Naerssen Plänen, das Gebäude wegen Verwahrlosung abzureißen. Der Nassauische Regierungsausschuss hat nachgegeben. Der wohlhabende Kaffeepflanzer George Ruysch renovierte das Schloss und änderte seinen Namen in Bouvigne (wie es in einer Verkaufsurkunde von 1802 erwähnt wurde). Im Jahre 1930 ging das Schloss in öffentlichen Besitz über und wurde unter anderem an die Katecheten des Eucharistischen Kreuzzugs (Stiftung Pius X.) vermietet.
Im Jahr 2007 war das Schloss im Zusammenhang mit umstrittenen Bauplänen regelmäßig in den Lokalnachrichten. Seit dem 1. Oktober 2010 ist Schloss Bouvigne einer der offiziellen Hochzeitsorte innerhalb der Gemeinde Breda.

## Gärten
Es gibt drei verschiedene Gärten, die alle mit Statuen versehen sind:
- ein französischer Garten, der um 1913 auf Initiative von Herrn Leopold de Bruyn (dem damaligen Besitzer) angelegt wurde,
- ein englischer Garten, erbaut um 1920. In der Mitte steht eine Kapelle, die 1932 von der Stiftung Pius X. erbaut wurde.
- ein deutscher Garten, angelegt in den dreißiger Jahren, mit der ehemaligen Grabkapelle von Monsignore Frans Frencken, dem geistlichen Leiter der Katechisten, der 1946 starb.
- Zwei behinderte Mädchen wurden am 22. Januar 2016 in der Grabkapelle neu beigesetzt, nachdem sie 75 Jahre lang unbemerkt hinter der Kapelle begraben waren. In der Sendung (8. Dezember 2020) des Senders WNL Von dem Sinn ihres Lebens wird darauf aufmerksam gemacht.

Die Gärten können besichtigt werden. Das Schloss ist nur an besonderen Tagen, wie dem Brabanter Schlosstag, geöffnet.

## Grenzüberschreitende Ähnlichkeiten der Baudenkmale
Das Schloss von Bouvigne hat Ähnlichkeit mit dem größeren Schloss von Schoten in der belgischen Gemeinde Schoten. Die Herrschaft Breda stand einst (von 1167 bis 1268) unter der Autorität der Herren von Schoten (die Flaggen von Schoten und Breda sind identisch). Es gibt jedoch keine Beweise für eine Beziehung zwischen den beiden Schlössern. Zur Zeit der Herren von Schoten bildete das Gut De Boeverie (später Bouvigne) möglicherweise bereits einen mittelalterlichen Besitz. Im 15. und 16. Jahrhundert befand sich hier ein von Wasser umgebenes Herrenhaus, das im Besitz der Familie Van Brecht war. Nachdem 1548 mit dem Bau des heutigen Schlosses begonnen wurde, begann 1611 der endgültige Umbau, bei dem das Haus seine heutige Form erhielt.
Es gibt weitere grenzüberschreitende Ähnlichkeiten der Baudenkmale zwischen Breda und der Provinz Antwerpen. So ist zum Beispiel der Turm der Liebfrauenkirche in Breda dem der Katharinakirche in Hoogstraaten ähnlich.